# Norsel Point
Der Norsel Point, nach der 1955 vom Falkland Islands Dependencies Survey (FIDS) vorgenommenen Vermessung fälschlich der Südwestküste der Anvers-Insel zugeordnet, ist eine Landspitze am nordwestlichen Ausläufer der im Jahr 2005 entdeckten Amsler-Insel im Palmer-Archipel vor der Westküste der Antarktischen Halbinsel.
Das UK Antarctic Place-Names Committee benannte sie 1957 nach dem norwegischen Robbenfänger MV Norsel, den der FIDS zur Errichtung der Vermessungsstation am Arthur Harbour zwischen 1954 und 1955 gechartert hatte.